# 冯俊彦
冯俊彦（1984年2月18日—），出生于广东广州，祖籍顺德均安，已退役中国足球运动员，司职中场，职业生涯效力于广州恆大，目前保持为球队出场次数最多的纪录。

## 职业生涯
冯俊彦出身于广州青年队，曾经代表由广州二队组成的香雪制药参加香港甲组足球联赛。2003年夏季加入广州一队，并在7月5日广州香雪客场迎战厦门红狮的比赛中第一次代表广州队出场，他在比赛中表现出色而迅速晋升为球队主力右前卫。11月2日，他打进职业生涯的首个进球，帮助广州香雪在客场6比1狂扫哈尔滨兰格。在此后几个赛季，冯俊彦一直都是广州队右前卫的绝对主力。
2007年由于受到伤病影响，冯俊彦的状态一般，时任广州医药主教练的沈祥福更喜欢在右路使用杨朋锋和徐德恩，冯俊彦成为替补球员，赛季只出场13次。但在广州医药升上中超后，他被沈祥福成功地改造成一名后腰，并在该位置有出色的表现。2008年6月28日，他替补出场并在补时阶段打进自己的首个中超进球，使得广州在主场3比2绝杀青岛中能。此后冯俊彦重新占据球队的主力位置。2009赛季结束后，他代表广州队在联赛中出场160次，超越吕建军成为代表广州队职业联赛出场最多的球员。
2010年，广州队在中国足坛反赌风暴中被揭发打假球，被罚降级到中甲联赛。冯俊彦留在球队，2010赛季出场21次射进3球，帮助球队以联赛冠军的成绩重返中超。2011年，由于广州恒大买入杨昊、赵源熙等有国家队经历的后腰球员，冯俊彦再次沦为替补，整个赛季仅在联赛中得到6次替补出场的机会，随广州恒大队获得2011赛季中超联赛冠军。2012赛季，由于球队分心于亚足联冠军联赛，冯俊彦重新得到稳定的出场机会。
2014年中超联赛第七轮，冯俊彦作为场上队长首发登场，他的表现也一如既往的稳定，作为土生土长的广州人，现场球迷也对冯俊彦有着特殊的感情。比赛第40分钟，他灵光一现帮助球队打破僵局，那次进攻中郜林边路做球给禁区内的冯俊彦，冯俊彦得球后突然一扣晃过对方后卫保罗和曹赟定，将球顺到脚下，自己前插完成破门，对方门将耿晓峰对于来球没有任何办法。打入此球后，冯俊彦已连续11个赛季在广州队有正式比赛进球。
2015年2月18日，31岁生日的冯俊彦在微博宣布退役。

## 荣誉

### 俱乐部
广州恒大
- 亚冠联赛: 2013
- 中超联赛: 2011，2012，2013，2014
- 中甲联赛: 2007，2010
- 中国足协杯: 2012
- 中国超级杯: 2012